# Mettenbach (Essenbach)

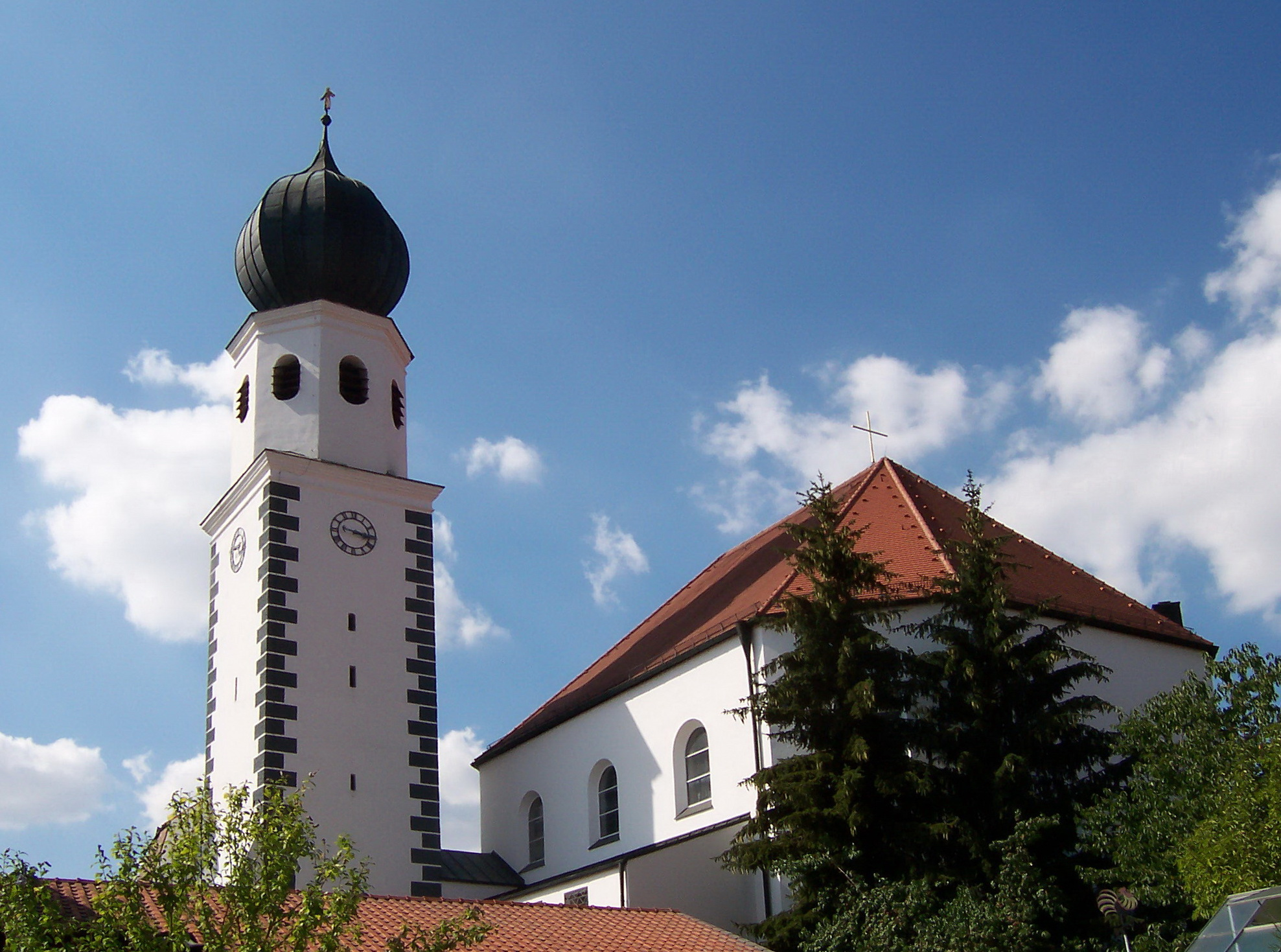
Die Pfarrkirche St. Dionysius

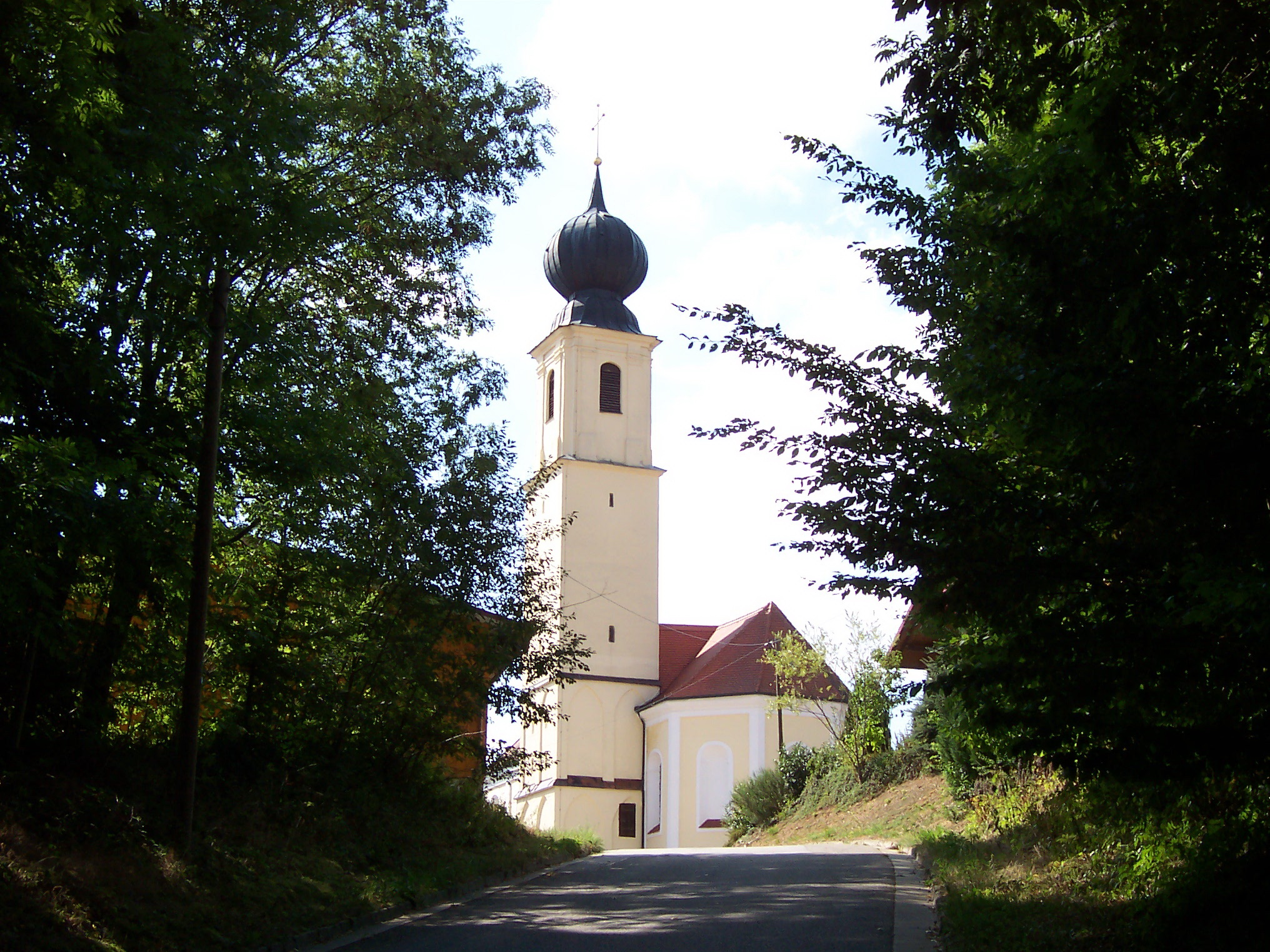
Die Filialkirche St. Veit

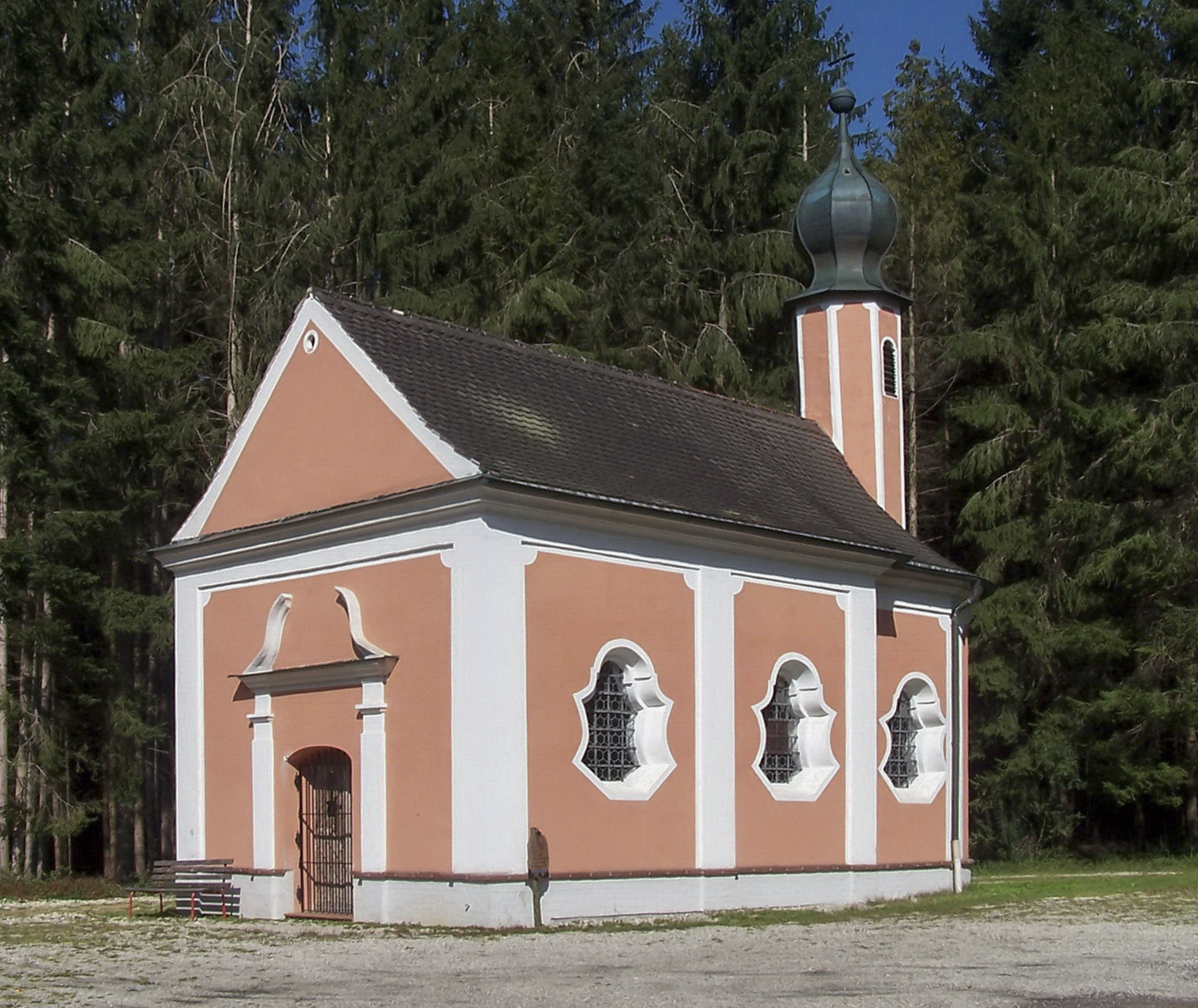
Kapelle "Zum Herrgott auf der Wies"

Mettenbach (bairisch: Membo) ist ein Ortsteil des Marktes Essenbach im niederbayerischen Landkreis Landshut. 

## Lage
Das Pfarrdorf Mettenbach liegt etwa vier Kilometer nordöstlich von Essenbach am Rande des Isartals.

## Geschichte
Mettenbach war seit 833 eine Propstei des Frauenstiftes Obermünster in Regensburg, das im späten 8. oder im frühen 9. Jahrhundert gegründet wurde. Im 12. Jahrhundert wurde die erste Pfarrkirche erbaut. Die erste urkundliche Erwähnung von Metenpach im ersten Herzogsurbar fällt ins beginnende 13. Jahrhundert. Bis zur Säkularisation in Bayern blieb die Propstei Mettenbach im Besitz des Reichsstiftes Obermünster.
Ausgehend von der einstigen Obmannschaft Mettenbach wurde zu Beginn des 19. Jahrhunderts die Gemeinde Mettenbach im Landgerichtsbezirk Landshut gebildet. Das Pfarrdorf Mettenbach bestand 1840 aus 71 Häusern und 326 Einwohnern. Im  Rahmen der Gebietsreform in Bayern erfolgte zum 1. Mai 1978 die Eingliederung der Gemeinde Mettenbach in den Markt Essenbach. 
| Jahr      | 1840 | 2011 | 2012 | 2019 | 2021 | 2023 |
| --------- | ---- | ---- | ---- | ---- | ---- | ---- |
| Einwohner | 326  | 690  | 755  | 814  | 863  | 913  |

## Sehenswürdigkeiten
- Pfarrkirche St. Dionysius: Der moderne Bau wurde in den Jahren 1966/67 erstellt. Der Turm der ehemaligen Pfarrkirche, ein im Kern aus dem 12. Jahrhundert stammender und barock überformter Chorturm, blieb erhalten.
- Nebenkirche St. Vitus (Veitsbergkirche): Die auf einer Anhöhe (Veitsberg) gelegene Barockkirche hat einen spätgotischen, aus dem 15. Jahrhundert stammenden Turmunterbau. Der Oberbau und die Zwiebelkuppel stammen aus dem Jahr 1740. Das Langhaus wurde um 1680 bis 1700 umgebaut. Der Chor wurde 1700 von Maurermeister Hans Widtmann abgebrochen und in größeren Verhältnissen neu aufgebaut. Die Deckengemälde stammen von 1738, die Altäre von 1680.
- Kapelle „Zum Herrgott auf der Wies“ (Wieskapelle): Der kleine Rokokobau wurde 1754 errichtet.
- Alter Pfarrhof: Der zweigeschossige Blockbau mit Walmdach aus der zweiten Hälfte des 17. Jahrhunderts ist wohl das älteste Gebäude in Mettenbach. Der Keller ist mit „1593“ bezeichnet.
- Kriegerdenkmal: Gedenkmal für die Gefallenen der beiden Weltkriege

## Bildung und Erziehung
- Grundschule Mettenbach. Sie gehört zur Teilhauptschule Ahrain in der Marktgemeinde Essenbach. Die kleine Außenstelle mit zwei Klassen liegt am Ortsrand. Viele Kinder sind Fahrschüler aus den umliegenden Ortschaften.

## Vereine
- 1860 Fanclub „Mettenbacher Löwen“
- Auto-Cross-Freunde Mettenbach e. V.
- DJK-SV Mettenbach e. V.
- Freiwillige Feuerwehr Mettenbach
- Gartenbauverein Mettenbach
- Kath. Frauenbund Mettenbach
- Kath. Landjugend Mettenbach
- KSRK 1864 Mettenbach e. V.
- Schnupftabakverein Mettenbach
- Schützenverein 'Tannengrün' Mettenbach
- Stammtisch 'St. Veit' Mettenbach
- Stammtisch der Bettschoner Mettenbach